# Adoni
Adoni (ISO 15919 Ādoni) è una città dell'India di 155.969 abitanti, situata nel distretto di Kurnool, nello stato federato dell'Andhra Pradesh. In base al numero di abitanti la città rientra nella classe I (da 100.000 persone in su).

## Geografia fisica
La città è situata a 15° 37' 60 N e 77° 16' 60 E e ha un'altitudine di 434 m s.l.m..

## Società

### Evoluzione demografica
Al censimento del 2001 la popolazione di Adoni assommava a 155.969 persone, delle quali 78.908 maschi e 77.061 femmine. I bambini di età inferiore o uguale ai sei anni assommavano a 20.930, dei quali 10.585 maschi e 10.345 femmine. Infine, coloro che erano in grado di saper almeno leggere e scrivere erano 81.087, dei quali 48.031 maschi e 33.056 femmine.